# James Bickford
James Bickford   (Lake Placid, 2 de novembre de 1912 - Rainbow Lake, 3 d'octubre de 1989) fou un pilot de bob estatunidenc que va competir entre les dècades de 1930 i 1950.
Durant la seva carrera esportiva va prendre part en quatre edicions dels Jocs Olímpics d'Hivern, tots els compresos entre els Jocs de Garmisch-Partenkirchen de 1936 i els de Cortina d'Ampezzo de 1956, sempre en la prova de bobs a quatre. Destaca la medalla de bronze que guanyà als Jocs de Sankt Moritz de 1948, formant equip amb Thomas Hicks, Donald Dupree i William Dupree. En les altres participacions destaca una sisena posició el 1936. En el seu palmarès també destaquen una medalla de plata i dues de bronze al Campionat del món de bob.